# Bengt Beckmark
Bengt Beckmark, född 1685, död 1742, var en svensk ämbetsman.

## Biografi
Bengt Beckmark föddes 1685. Han var son till slaktaråldermannen Olof Bengtsson Beckman och Kristina Höök i Stockholm. Beckmark verkade som justitieborgmästare i Kalmar och var riksdagsman för borgarståndet vid riksdagen 1731, riksdagen 1734 och riksdagen 1740-1741. Han avled 1742.

### Familj
Beckmark var gift med Magdalena Loo.